# シターン
シターン(cittern)は、水滴型の共鳴体を持った撥弦楽器で、10～12世紀にかけてフィーデルから分かれたと考えられている。羽毛などのピックで弾かれ、マンドリンサイズからマンドローネサイズまで様々な異なる長さと調弦の種類がある。ルネサンス期には8～20弦まで多様であったが、現代のモデルは10弦か12弦が一般的である。胴はギターのように表面板・側面板・背面板を張り合わせたものと、厚い木材を彫り抜いて作られた胴に表面板を張ったものがある。またネックと胴が一体の木材で作られたものもある。ヘッドはリュートのそれのようなペグボックスになっているものとヘッドにあけられた単純な穴にペグを差し込む方式のものがある。ロゼット[サウンドホウル］には透かし彫りの文様がほどこされ、さらに文様を切りぬかれた羊皮紙が透かし彫りの裏に張り付けられたものが多い。同族楽器にオルファリオンやバンドーラがある。17世紀オランダの画家ヨハネス・フェルメールが描いた「恋文」にある楽器はこれである。